# Hipposideros dyacorum
Hipposideros dyacorum (Thomas, 1902) è un pipistrello della famiglia degli Ipposideridi diffuso nella Penisola malese e nel Borneo.

## Descrizione

### Dimensioni
Pipistrello di piccole dimensioni, con la lunghezza dell'avambraccio tra 38 e 43 mm, la lunghezza della coda tra 19 e 24 mm, la lunghezza delle orecchie tra 15 e 18 mm e un peso fino a 7,5 g.

### Aspetto
Il colore generale del corpo è marrone scuro, spesso con la punta dei peli più chiara. Le orecchie sono larghe, triangolari, con il margine anteriore convesso e con una leggera concavità sul margine posteriore appena sotto l'estremità appuntita. L'antitrago ha una distinta piega interna. La foglia nasale presenta una porzione anteriore piccola, stretta e semplice, priva di fogliette laterali supplementari, un setto nasale triangolare, leggermente rigonfio, più largo alla base e stretto tra le narici, una porzione intermedia a cuscinetto con una piccola protuberanza al centro, una porzione posteriore sottile, con il margine superiore semicircolare e provvista di tre setti che la dividono in quattro celle. È presente in entrambi i sessi una sacca frontale. La coda è lunga e si estende leggermente oltre l'ampio uropatagio. Il primo premolare superiore è piccolo e situato fuori la linea alveolare.

### Ecolocazione
Emette ultrasuoni ad alto ciclo di lavoro con impulsi a frequenza costante di 167–170 kHz.

## Biologia

### Comportamento
Si rifugia in piccoli gruppi all'interno di grotte calcaree, sotto le rocce e nelle cavità degli alberi.

### Alimentazione
Si nutre di insetti catturati sotto la volta forestale.

## Distribuzione e habitat
Questa specie è diffusa nel Borneo e nella Penisola malese.
Vive nelle foreste pluviali di pianura.

## Conservazione
La IUCN Red List, considerato il vasto areale sebbene sia stata registrata poche volte ed è sensibile alla deforestazione, classifica H.dyacorum come specie a rischio minimo (Least Concern)).